# Oficina de Patentes de Noruega
La Oficina de Propiedad Industrial de Noruega (en noruego: Patentstyret o Patentstyrets første avdeling), también conocida como Oficina Noruega de Patentes (en noruego: Patentstyret), es una oficina de estado responsable para tramitar las patentes, marcas y diseños industriales en Noruega. Esta oficina está subordinada a la  Oficina de Propiedad Industrial de Noruega y se localiza en Oslo.